# Nachal ha-Jadid
Nachal ha-Jadid (hebrejsky: נחל הידיד) je vádí v severním Izraeli, v údolí řeky Jordán.
Začíná v nadmořské výšce okolo 200 metrů na východním okraji náhorní planiny Ramat Kochav, nedaleko od archeologického a turistického areálu Belvoir (zvaného též Kochav ha-Jarden) a pramene Ejn ha-Jadid (עין הידיד), u kterého se nachází také areál farmy Achuzat Šošana (אחוזת שושנה), která patří izraelskému vojenskému hrdinovi Me'irovi Har Cijonovi a je pojmenovaná po jeho sestře Šošaně. Vádí směřuje k východu a po prudkých, bezlesých svazích sestupuje do zemědělsky využívaného údolí řeky Jordán, kde míjí po severním okraji vesnici Neve Ur a nedaleko odtud u rybích sádek ústí do Jordánu.